# Samum
Samum (z arab. samma = ‘truć’) – gwałtowny, suchy i gorący południowy wiatr wiejący na pustyniach Afryki Północnej i Półwyspu Arabskiego oraz w ich sąsiedztwie. Samumy wywołują burze pyłowe i piaskowe.
Występują najczęściej w okresie od kwietnia do czerwca. Zazwyczaj krótkotrwały, trwa 12-20 minut. Występuje przed nadejściem frontu chłodnego. Niesie bardzo duże ilości piasku i pyłu. W trakcie samumu temperatura silnie wzrasta (do 50 °C), zaś wilgotność spada do około 10%.